# Gran Premio de Malasia de Motociclismo
El Gran Premio de Malasia de Motociclismo es una carrera de motociclismo de velocidad perteneciente al Campeonato Mundial de Motociclismo desde 1991 de manera ininterrumpida. La competencia tuvo lugar en el circuito de Shah Alam hasta 1997 y en Johor en 1998. Desde 1999, el Gran Premio de Malasia de Motociclismo se disputa en Sepang.
El italiano Valentino Rossi es el piloto más exitoso en el Gran Premio de Malasia, ya que ganó seis veces en la categoría principal y una en 125 cc. El australiano Michael Doohan ganó cinco ediciones en 500 cc, en tanto que el italiano Max Biaggi tuvo cuatro triunfos consecutivos en 250 cc entre los años 1994 y 1997, y una en la división principal en 2002.

## Ganadores del Gran Premio de Malasia

### Ganadores múltiples (Pilotos)
| # Victorias | Piloto             | Victorias | Victorias                    |
| # Victorias | Piloto             | Categoría | Años ganador                 |
| ----------- | ------------------ | --------- | ---------------------------- |
| 7           | Valentino Rossi    | MotoGP    | 2003, 2004, 2006, 2008, 2010 |
| 7           | Valentino Rossi    | 500 cc    | 2001                         |
| 7           | Valentino Rossi    | 125 cc    | 1997                         |
| 5           | Michael Doohan     | 500 cc    | 1992, 1994, 1995, 1997, 1998 |
| 5           | Max Biaggi         | MotoGP    | 2002                         |
| 5           | Max Biaggi         | 250cc     | 1994, 1995, 1996, 1997       |
| 5           | Dani Pedrosa       | MotoGP    | 2012, 2013, 2015             |
| 5           | Dani Pedrosa       | 250 cc    | 2004                         |
| 5           | Dani Pedrosa       | 125 cc    | 2003                         |
| 4           | Casey Stoner       | MotoGP    | 2007, 2009                   |
| 4           | Casey Stoner       | 250 cc    | 2005                         |
| 4           | Casey Stoner       | 125 cc    | 2004                         |
| 3           | Luca Cadalora      | 500 cc    | 1996                         |
| 3           | Luca Cadalora      | 250 cc    | 1991, 1992                   |
| 3           | Loris Capirossi    | MotoGP    | 2005                         |
| 3           | Loris Capirossi    | 250 cc    | 1999                         |
| 3           | Loris Capirossi    | 125 cc    | 1991                         |
| 3           | Marc Márquez       | MotoGP    | 2014, 2018                   |
| 3           | Marc Márquez       | 125 cc    | 2010                         |
| 3           | Maverick Viñales   | MotoGP    | 2019                         |
| 3           | Maverick Viñales   | Moto2     | 2014                         |
| 3           | Maverick Viñales   | 125 cc    | 2011                         |
| 3           | Francesco Bagnaia  | MotoGP    | 2022, 2024                   |
| 3           | Francesco Bagnaia  | Moto3     | 2016                         |
| 2           | Noboru Ueda        | 125 cc    | 1994, 1998                   |
| 2           | Kenny Roberts, Jr. | 500 cc    | 1999, 2000                   |
| 2           | Álvaro Bautista    | 250 cc    | 2008                         |
| 2           | Álvaro Bautista    | 125 cc    | 2006                         |
| 2           | Gábor Talmácsi     | 125 cc    | 2007, 2008                   |
| 2           | Hiroshi Aoyama     | 250 cc    | 2007, 2009                   |
| 2           | Thomas Lüthi       | Moto2     | 2011                         |
| 2           | Thomas Lüthi       | 125 cc    | 2005                         |
| 2           | Johann Zarco       | Moto2     | 2015, 2016                   |
| 2           | Andrea Dovizioso   | MotoGP    | 2016, 2017                   |
| 2           | Miguel Oliveira    | Moto2     | 2017                         |
| 2           | Miguel Oliveira    | Moto3     | 2015                         |

### Ganadores múltiples (Constructores)
| # Victorias | Constructor | Victorias | Victorias                                                  |
| # Victorias | Constructor | Categoría | Años Ganador                                               |
| ----------- | ----------- | --------- | ---------------------------------------------------------- |
| 33          | Honda       | MotoGP    | 2003, 2012, 2013, 2014, 2015, 2018                         |
| 33          | Honda       | 500 cc    | 1992, 1994, 1995, 1996, 1997, 1998, 2001                   |
| 33          | Honda       | 250 cc    | 1991, 1992, 1993, 1997, 1999, 2001, 2004, 2009             |
| 33          | Honda       | 125 cc    | 1991, 1993, 1994, 1995, 1998, 1999, 2003, 2005             |
| 33          | Honda       | Moto3     | 2014, 2017, 2018, 2019                                     |
| 19          | Aprilia     | 250 cc    | 1994, 1995, 1996, 1998, 2002, 2003, 2005, 2006, 2008       |
| 19          | Aprilia     | 125 cc    | 1992, 1996, 1997, 2000, 2002, 2006, 2007, 2008, 2009, 2011 |
| 9           | Yamaha      | MotoGP    | 2002, 2004, 2006, 2008, 2010, 2019                         |
| 9           | Yamaha      | 500 cc    | 1991, 1993                                                 |
| 9           | Yamaha      | 250 cc    | 2000                                                       |
| 8           | Ducati      | MotoGP    | 2005, 2007, 2009, 2016, 2017, 2022, 2023, 2024             |
| 7           | KTM         | Moto2     | 2017, 2019                                                 |
| 7           | KTM         | 250 cc    | 2007                                                       |
| 7           | KTM         | Moto3     | 2012, 2013, 2015                                           |
| 7           | KTM         | 125 cc    | 2004                                                       |
| 7           | Kalex       | Moto2     | 2013, 2014. 2015, 2016, 2018, 2022, 2024                   |
| 2           | Suzuki      | 500 cc    | 1999, 2000                                                 |
| 2           | Derbi       | 125 cc    | 2001, 2010                                                 |
| 2           | Suter       | Moto2     | 2010, 2011                                                 |
| 2           | Husqvarna   | Moto3     | 2022, 2023                                                 |

### Por Año
| Año  | Circuito                                 | Moto3                                    | Moto3                                    | Moto2                                    | Moto2                                    | MotoGP                                   | MotoGP                                   |
| Año  | Circuito                                 | Piloto                                   | Constructor                              | Piloto                                   | Constructor                              | Piloto                                   | Constructor                              |
| ---- | ---------------------------------------- | ---------------------------------------- | ---------------------------------------- | ---------------------------------------- | ---------------------------------------- | ---------------------------------------- | ---------------------------------------- |
| 2024 | Sepang                                   | David Alonso                             | CFMoto                                   | Celestino Vietti                         | Kalex                                    | Francesco Bagnaia                        | Ducati                                   |
| 2023 | Sepang                                   | Collin Veijer                            | Husqvarna                                | Fermín Aldeguer                          | Boscoscuro                               | Enea Bastianini                          | Ducati                                   |
| 2022 | Sepang                                   | John McPhee                              | Husqvarna                                | Tony Arbolino                            | Kalex                                    | Francesco Bagnaia                        | Ducati                                   |
| 2021 | Edición cancelada - Pandemia de COVID-19 | Edición cancelada - Pandemia de COVID-19 | Edición cancelada - Pandemia de COVID-19 | Edición cancelada - Pandemia de COVID-19 | Edición cancelada - Pandemia de COVID-19 | Edición cancelada - Pandemia de COVID-19 | Edición cancelada - Pandemia de COVID-19 |
| 2020 | Edición cancelada - Coronavirus          | Edición cancelada - Coronavirus          | Edición cancelada - Coronavirus          | Edición cancelada - Coronavirus          | Edición cancelada - Coronavirus          | Edición cancelada - Coronavirus          | Edición cancelada - Coronavirus          |
| 2019 | Sepang                                   | Lorenzo Dalla Porta                      | Honda                                    | Brad Binder                              | KTM                                      | Maverick Viñales                         | Yamaha                                   |
| 2018 | Sepang                                   | Jorge Martín                             | Honda                                    | Luca Marini                              | Kalex                                    | Marc Márquez                             | Honda                                    |
| 2017 | Sepang                                   | Joan Mir                                 | Honda                                    | Miguel Oliveira                          | KTM                                      | Andrea Dovizioso                         | Ducati                                   |
| 2016 | Sepang                                   | Francesco Bagnaia                        | Mahindra                                 | Johann Zarco                             | Kalex                                    | Andrea Dovizioso                         | Ducati                                   |
| 2015 | Sepang                                   | Miguel Oliveira                          | KTM                                      | Johann Zarco                             | Kalex                                    | Dani Pedrosa                             | Honda                                    |
| 2014 | Sepang                                   | Efrén Vázquez                            | Honda                                    | Maverick Viñales                         | Kalex                                    | Marc Márquez                             | Honda                                    |
| 2013 | Sepang                                   | Luis Salom                               | KTM                                      | Esteve Rabat                             | Kalex                                    | Dani Pedrosa                             | Honda                                    |
| 2012 | Sepang                                   | Sandro Cortese                           | KTM                                      | Alex De Angelis                          | FTR                                      | Dani Pedrosa                             | Honda                                    |
| Año  | Circuito                                 | 125 cc                                   | 125 cc                                   | Moto2                                    | Moto2                                    | MotoGP                                   | MotoGP                                   |
| Año  | Circuito                                 | Piloto                                   | Constructor                              | Piloto                                   | Constructor                              | Piloto                                   | Constructor                              |
| 2011 | Sepang                                   | Maverick Viñales                         | Aprilia                                  | Thomas Lüthi                             | Suter                                    | Carrera CanceladaN                       | Carrera CanceladaN                       |
| 2010 | Sepang                                   | Marc Márquez                             | Derbi                                    | Roberto Rolfo                            | Suter                                    | Valentino Rossi                          | Yamaha                                   |
| Año  | Circuito                                 | 125 cc                                   | 125 cc                                   | 250 cc                                   | 250 cc                                   | MotoGP                                   | MotoGP                                   |
| Año  | Circuito                                 | Piloto                                   | Constructor                              | Piloto                                   | Constructor                              | Piloto                                   | Constructor                              |
| 2009 | Sepang                                   | Julián Simón                             | Aprilia                                  | Hiroshi Aoyama                           | Honda                                    | Casey Stoner                             | Ducati                                   |
| 2008 | Sepang                                   | Gábor Talmácsi                           | Aprilia                                  | Álvaro Bautista                          | Aprilia                                  | Valentino Rossi                          | Yamaha                                   |
| 2007 | Sepang                                   | Gábor Talmácsi                           | Aprilia                                  | Hiroshi Aoyama                           | KTM                                      | Casey Stoner                             | Ducati                                   |
| 2006 | Sepang                                   | Álvaro Bautista                          | Aprilia                                  | Jorge Lorenzo                            | Aprilia                                  | Valentino Rossi                          | Yamaha                                   |
| 2005 | Sepang                                   | Thomas Lüthi                             | Honda                                    | Casey Stoner                             | Aprilia                                  | Loris Capirossi                          | Ducati                                   |
| 2004 | Sepang                                   | Casey Stoner                             | KTM                                      | Daniel Pedrosa                           | Honda                                    | Valentino Rossi                          | Yamaha                                   |
| 2003 | Sepang                                   | Daniel Pedrosa                           | Honda                                    | Toni Elías                               | Aprilia                                  | Valentino Rossi                          | Honda                                    |
| 2002 | Sepang                                   | Arnaud Vincent                           | Aprilia                                  | Fonsi Nieto                              | Aprilia                                  | Max Biaggi                               | Yamaha                                   |
| Año  | Circuito                                 | 125 cc                                   | 125 cc                                   | 250 cc                                   | 250 cc                                   | 500 cc                                   | 500 cc                                   |
| Año  | Circuito                                 | Piloto                                   | Constructor                              | Piloto                                   | Constructor                              | Piloto                                   | Constructor                              |
| 2001 | Sepang                                   | Youichi Ui                               | Derbi                                    | Daijiro Kato                             | Honda                                    | Valentino Rossi                          | Honda                                    |
| 2000 | Sepang                                   | Roberto Locatelli                        | Aprilia                                  | Shinya Nakano                            | Yamaha                                   | Kenny Roberts, Jr.                       | Suzuki                                   |
| 1999 | Sepang                                   | Masao Azuma                              | Honda                                    | Loris Capirossi                          | Honda                                    | Kenny Roberts, Jr.                       | Suzuki                                   |
| 1998 | Johor                                    | Noboru Ueda                              | Honda                                    | Tetsuya Harada                           | Aprilia                                  | Michael Doohan                           | Honda                                    |
| 1997 | Shah Alam                                | Valentino Rossi                          | Aprilia                                  | Max Biaggi                               | Honda                                    | Michael Doohan                           | Honda                                    |
| 1996 | Shah Alam                                | Stefano Perugini                         | Aprilia                                  | Max Biaggi                               | Aprilia                                  | Luca Cadalora                            | Honda                                    |
| 1995 | Shah Alam                                | Garry McCoy                              | Honda                                    | Max Biaggi                               | Aprilia                                  | Michael Doohan                           | Honda                                    |
| 1994 | Shah Alam                                | Noboru Ueda                              | Honda                                    | Max Biaggi                               | Aprilia                                  | Michael Doohan                           | Honda                                    |
| 1993 | Shah Alam                                | Dirk Raudies                             | Honda                                    | Nobuatsu Aoki                            | Honda                                    | Wayne Rainey                             | Yamaha                                   |
| 1992 | Shah Alam                                | Alessandro Gramigni                      | Aprilia                                  | Luca Cadalora                            | Honda                                    | Michael Doohan                           | Honda                                    |
| 1991 | Shah Alam                                | Loris Capirossi                          | Honda                                    | Luca Cadalora                            | Honda                                    | John Kocinski                            | Yamaha                                   |

Nota: Carrera cancelada por el accidente que sufrió Marco Simoncelli y que le costó la vida.